# Barczyzna
Barczyzna is een plaats in het Poolse district  Wrzesiński, woiwodschap Groot-Polen. De plaats maakt deel uit van de gemeente Nekla en telt 110 inwoners.